# Співавторство
Співавторство — це спільна творча діяльність щодо створення твору. Співавторство може виникати за наявності письмової або усної угоди про сумісну співпрацю над створенням твору. Співавтори є первинними суб'єктами авторського права. Не є співавторством надання автору твору будь-якої технічної допомоги. Також не є співавтором особа, що брала участь, навіть творчу, у створенні ідеї або концепції твору, оскільки ідеї є змістом твору й авторським правом не охороняються.

## Види
Співавторство може бути нероздільним або роздільним.
- Нероздільним вважається таке співавторство, за якого неможливо виділити частину твору, що створена конкретним співавтором. Зміна або вилучення частини такого твору неминуче призведе до зміни інших частин твору, або до неможливості використовувати твір взагалі. Наприклад, якщо вилучити із підручника, що написаний декількома співавторами, деяких глав, такий підручник перестане бути цільним твором, а в деяких випадках його просто не можна буде використовувати.

- За роздільного співавторства у тієї чи іншої частини твору, що створений співавторами, існує конкретний автор. Роздільне співавторство існує тільки тому, що співавтори своєю угодою вирішили об'єднати частини твору, та використовувати їх разом. Наприклад, поєднання музики та слів призводить до появи нового твору — пісні, що заснована на роздільному співавторстві. Літературний твір із ілюстраціями також є прикладом роздільного співавторського твору.

### Співавторство та інтерв'ю
Інтерв'ю також є результатом співавторства. Співавторами інтерв'ю є особа, що надає інтерв'ю, а також особа, що бере його. Публікування інтерв'ю дозволяється тільки за згоди особи, що його давала. Не варто плутати інтерв'ю із записом розповіді особи, що ділиться своїми спогадами з особою, що здійснює запис її розповіді. Якщо оповідач та обробник сумісно брали участь у створенні художньої форми такого твору, то вони є співавторами. Якщо обробник виконує тільки технічну та редакторську роботу, то така робота не є співавторством.

## Юридичні наслідки співавторства
Якщо твір, створений співавторами, є нероздільним твором, то авторське право на такий твір здійснюється співавторами сумісно, якщо інше не зазначено в угоді, що укладена між співавторами. Винагорода за використання твору в цілому, що створений у співавторстві, розподіляється поміж усіх співавторів у рівних частинах, якщо інше не вказано в угоді, що укладена між ними.
Кожен із співавторів зберігає своє авторське право на ту частину твору, котра може використовуватись окремо від твору, що створений у співавторстві. Це означає, що автор частини твору, що створений співавторами, може самостійно надавати дозвіл іншим особам на використовування своєї частини твору. Так, наприклад, автор музики пісні може давати дозвіл третім особам на використання музики без слів або музики з іншими словами без згоди автору слів цієї пісні. Ця практика знайшла широке відображення в рекламі товарів та послуг.
Авторське право на твір взагалі, як складений із частин, кожна з яких має самостійне значення, і так само на нероздільний твір, здійснюється усіма співавторами сумісно. Жоден із співавторів нероздільного твору не може без достатніх підстав заборонити іншим співавторам публікування твору, іншого використання або зміни твору.
Часто між фізичними особами, що працюють над твором, укладається угода про створення спільного твору. Така угода не має правового змісту при визначенні права авторства на створений твір. Річ у тому, що право авторства визначається не договором (угодою), а фактом творчої участі осіб, що підписали угоду, у створенні твору. Створення складених творів (збірок) не є співавторством, бо складений твір об'єднує ряд самостійних творів, авторські права на котрі належать їх авторам. Праця редактора у більшості випадків не виходить за межі службових зобов'язань і не може бути визнана співавторством. Річ у тому, що праця редактора напрямлена тільки на покращення твору автора. Автор самостійно вирішує, чи погодитися йому із думкою редактора, чи ні.

### Спадкування
Питання про спадкування авторських прав на твір, створений у співавторстві, не урегульоване законом. Якщо у вмерлого співавтора є спадкоємці, то майновими правами на твір, що створений у співавторстві, будуть розпоряджатися наступники співавтора та решта співавторів сумісно. Однак не вирішено питання про належність майнових прав того з померлих співавторів, що не має спадкоємців. Це питання особливо важливе під час виплати авторської винагороди співавторам, що залишились живими, бо не зрозуміло, що відбувається з долею винагороди вмерлого співавтора. Чи повинні долі співавторів збільшуватись за рахунок долі вмерлого співавтора? На цей час відповіді на це питання немає.

## Приклади співавторства
- Брати Стругацькі
- Олександр Зорич
- Брати Вайнери
- Вікіпедія, а також багато інших web-сайтів, що працюють за технологією wiki
- Олді Генрі Лайон